# اس‌ام یوبی-۵۶
اس‌ام یوبی-۵۶ (به انگلیسی: SM UB-56) یک زیردریایی است که طول آن ۵۵٫۸۵ متر (۱۸۳٫۲ فوت) می‌باشد. این زیردریایی در سال ۱۹۱۷ ساخته شد.